# Уитли, Марисса
Марисса Уитли (англ. Marissa Whitley; род. 11 января, 1983 года) — американская модель и победительница Юная мисс США 2001.

## Биография
Родилась 11 января 1983 года в Лос-Анджелесе, штат Калифорния. Отец афроамериканец, мать — белая. Самая младшая из четырёх детей. Переехала в городе Спрингфилд, штат Миссури. В возрасте трёх лет, после преждевременной смерти матери, была взята под крыло её тётей, в то время как её старшие братья и сёстры были взяты другими членами семьи. В пять лет, был убит отец из движущей машины (drive by) в Лос-Анджелесе, до того, как они встретились. Стала первой представительницей штата победившая национальный титул.
После победы в звании «Miss Merrie Christmas». Её старшая записала на «Юная мисс Миссури», в котором она одержала победу. В 2001 году выиграла титул национального конкурса красоты Юная мисс США. Помимо титула, она получила специальный приз Мисс Конгениальность.
Осталась жить в городе Нью-Йорке, где работала на телеканале MTV, College Television Network и моделью для Ford Models. Выступала на мероприятиях по всей стране.